# Curtis Davies
Pour les articles homonymes, voir Davies.
Curtis Eugene Davies est un footballeur anglais, d'origine sierra-léonaise, né le 15 mars 1985 à Londres, en Angleterre. Il joue au poste de défenseur central.

## Biographie
Davies est né dans le quartier londonien de Leytonstone, d'une mère anglaise et d'un père métis sierra-léonais. Il a commencé sa carrière au Wimbledon FC, en tant que stagiaire, à l'âge de 15 ans. Peu de temps après, il fut libéré de par son club. 
Il écrivit alors à l'ensemble des clubs de la région londonienne, et notamment Arsenal, Crystal Palace, les Queens Park Rangers, Tottenham et Millwall, afin d'obtenir un essai. C'est Luton Town qui répondit en premier, près de deux semaines avant les autres clubs, et il y fit un essai très concluant. En effet, lors de cet essai, il réussit à marquer deux buts en trois matchs, et obtint une bourse scolaire et une place dans l'équipe première.
Accumulant les performances de haute-volée avec Luton, il est nommé meilleur joueur de l'année de League One en 2005 et fait partie de l'équipe de l'année de League One à l'issue de la saison 2004-2005. 
Il quitte logiquement Luton Town à l'été 2005, pour un club de Premier League, West Bromwich Albion. Malgré une très bonne première saison parmi l'élite du football anglais avec 35 titularisations et 2 buts marqués, il ne réussit pas à empêcher la relégation de son club en Championship.
Il décide alors de rester fidèle à son club, et en fut est récompensé en obtenant le brassard de capitaine lors de la saison 2006-2007. Il ne put participer au match inaugural du nouveau stade de Wembley, avec les espoirs anglais, à cause d'une fracture du cinquième métatarsien. Malgré cette indisponibilité, il fait partie de l'équipe de l'année de Championship à l'issue de la saison 2006-2007.
Lors du mercato estival de 2007, West Bromwich Albion reçoit de nombreuses offres de transfert pour Curtis Davies, mais les rejette toutes. Cependant, le club de Championship, accepte de prêter Davies à son voisin Aston Villa, pour la saison suivante.
Il réalise une bonne saison 2007-2008 avec Villa, malgré une rupture du talon d'Achille, contractée le 1er mars 2008 lors d'un match contre Arsenal. Il reprend néanmoins assez rapidement le chemin des terrains, et revient à son meilleur niveau pour la saison 2008-2009. 
Devenu un élément indispensable au dispositif de Martin O'Neill, il obtint même le brassard de capitaine pour un match, contre le Slavia Prague en Coupe UEFA, alors que le capitaine habituel Martin Laursen, était sur le banc des remplaçants.
Le 27 juin 2023, il rejoint Cheltenham Town.

## Palmarès
- Hull City
  - Finaliste de la FA Cup en 2014.

## Distinction personnelle
- Championship
  - Meilleur joueur du mois : janvier 2012[1]
- 2012 Membre de l'équipe type de Football League Championship en 2012.